# Rhodymenichthys dolichogaster
Rhodymenichthys dolichogaster és una espècie de peix de la família dels fòlids i l'única del gènere Rhodymenichthys.

## Morfologia
Fa 25 cm de llargària màxima, és de color variable (marró, verd, porpra clar, etc.) i presenta una banda estreta i longitudinal argentada, la qual va des dels ulls fins a la base de l'aleta pectoral. 80-96 espines a l'aleta dorsal i 2-3 espines i 40-51 radis tous a l'anal. 87-101 vèrtebres. Té aletes pelvianes.

## Hàbitat i distribució geogràfica
És un peix marí, bentopelàgic (fins als 148 m de fondària) i de clima temperat, el qual viu al Pacífic nord: els alguers de les zones de marees des de les prefectures de Niigata i Iwate (el Japó) fins a Corea del Sud, Rússia (el krai de Primórie, l'illa de Sakhalín i les illes del Comandant), el mar de Bering i les illes Aleutianes.

## Observacions
És inofensiu per als humans.